# Liste der Kulturdenkmäler in Vestre Aker (Oslo)
Die Liste der Kulturdenkmäler in Vestre Aker (Oslo) enthält die vom Riksantikvaren gelisteten Kulturgüter im Osloer Stadtteil Vestre Aker. Nicht alle der gelisteten Kulturgüter stehen unter Denkmalschutz, können aber Teil eines denkmalgeschützten Ensembles sein oder ihre Veränderung muss mit dem Riksantikvaren abgesprochen werden. Die Denkmalnummer führt mit einem Link zur Beschreibungsseite kulturminnesøk des Riksantikvaren.

## Liste der Kulturdenkmäler in Vestre Aker
| Bild | Bezeichnung | Lage                                      | Art                             | Datierung                                              | Beschreibung | Denkmal- nummer |
| --- | --- | ----------------------------------------- | ------------------------------- | ------------------------------------------------------ | --- | --------------- |
| weitere Bilder | Ris Kirche (norw.: Ris kirke)                                                                                          | Vestre Aker Karte                         | Bauwerk: Kirche                 | 1932                                                   | | 85300           |
| weitere Bilder | Røa Kirche (norw.: Røa kirke)                                                                                          | Vestre Aker Karte                         | Bauwerk: Kirche                 | 1939                                                   | | 85329           |
| BW | Smestad Kirche (norw.: Smestad kirke)                                                                                  | Vestre Aker Karte                         | Bauwerk: Kirche (abgegangen)    | Mittelalter                                            | | 85502           |
| Bjørnsgard | Bjørnsgard | Vestre Aker Karte                         | Hofanlage                       | Mittelalter / nach der Reformation / 16. Jh. − 19. Jh. | Der Hof liegt nördlich des Sees Bogstadvannet und seine 19 Gebäude sind um den Hof angeordnet. Der Eigentümer Anton Raabe ließ die Holzhäuser in den Jahren zwischen 1930 und 1950 auf den Hof versetzen. Sie zeigen typische Merkmale des Øst- und Sørlandet. | 86174           |
| BW | Lille Frøen | Vestre Aker Karte                         | Hofanlage                       | 19. Jh.                                                | | 86180           |
| BW | Gut Ris (norw.: Ris hovedgård)                                                                                         | Vestre Aker Karte                         | Hofanlage                       | 19. Jh.                                                | | 86186           |
| Villa Dammann | Villa Dammann | Vestre Aker Havna allé 15 Karte           | Bauwerk: Villa                  | 1937                                                   | Architekt: Arne Korsmo, Sverre Aasland; Bauwerk der Moderne | 86193           |
| weitere Bilder | Vestre Voksen Hof (norw.: Vestre Voksen gård)                                                                          | Vestre Aker Karte                         | Hofanlage                       | 18. Jh. / 19. Jh.                                      | | 86194           |
| weitere Bilder | Villa Stenersen | Vestre Aker Tuengen allé 10c Karte        | Bauwerk: Villa                  | 1937                                                   | Architekt: Arne Korsmo, Bauwerk der Moderne | 116907          |
| [[Vorlage:Bilderwunsch/code!/C:59.960453,10.699246!/D:Planetveien 10A Planetveien 12 Planetveien 14, Planetveien 10A, 12, 14!/\|BW]] | Planetveien 10A Planetveien 12 Planetveien 14                                                                          | Vestre Aker Planetveien 10A, 12, 14 Karte | Bauwerk: Wohngebäude            | 20. Jh.                                                | | 139866          |
| BW | Anne Maries vei 22 | Vestre Aker Anne Maries vei 22 Karte      | Städtebau: Grünanlage           | 20. Jh.                                                | Die Gartenanlage im Funktionalismus gehört zum Grundstück der Villa Damann. Entlang der Grundstücksgrenze befindet sich eine Pergola. | 143796          |
| BW | SSBU Staatliches Zentrum für Kinder- und Jugendpsychiatrie (norw.: SSBU Statens senter for barne- og ungdomspsykiatri) | Vestre Aker Sognsvannsveien 53/67 Karte   | Bauwerk: humanitäre Einrichtung | 20. Jh.                                                | | 148683          |
| BW | Diakonie-Heim Abteilung psychiatrische Klinik Vindern (norw.: Diakonhjemmet avd. Vindern psykiatriske klinikk)         | Vestre Aker Forskningsveien 7 Karte       | Bauwerk: humanitäre Einrichtung | 20. Jh.                                                | | 148684          |
| BW | Anne Maries vei 18-24                                                                                                  | Vestre Aker Anne Maries vei 18–24 Karte   | Bauwerk: Wohngebäude            | 20. Jh.                                                | | 148774          |
| BW | Vindern | Vestre Aker Karte                         | Städtebau: Grünanlage           | 18. Jh.                                                | steht nicht unter Denkmalschutz | 148861          |

- Karte mit allen Koordinaten:
- OSM |
- WikiMap